# L.A. Guns
L.A. Guns – amerykański zespół hardrockowy założony w 1983 roku przez Tracii Guns'a w Los Angeles. W 1985 roku w wyniku jego połączenia z Hollywood Rose powstał Guns N’ Roses, przez co grupa na krótko zawiesiła działalność. W 1988 zespół w składzie Phil Lewis (śpiew), Tracii Guns (gitara prowadząca), Mick Cripps (gitara rytmiczna), Kelly Nickels (gitara basowa) i Nickey Alexander (perkusja) nagrywa pierwszą płytę L.A. Guns. Wkrótce po wydaniu płyty nowym perkusistą zostaje Steve Riley z W.A.S.P. W 1989 roku zespół wydaje kolejny album Cocked & Loaded na którym znajduje się największy hit zespołu, piosenka The Ballad of Jayne. Oba albumy uzyskują w USA status złotej płyty. W 1991 roku zespół nagrywa Hollywood Vampire, a w 1994 roku Vicious Circle. Albumy nie odnoszą komercyjnego sukcesu, przez co w zespole zaczynają się konflikty i liczne rotacje wśród członków m.in. odejście Phila Lewisa. W 1999 grupa ponownie jednoczy się w klasycznym składzie (Lewis, Guns, Cripps, Nickels i Riley) aby nagrać kilka utworów do składanki Greatest Hits and Black Beauties. W 2002 roku po wydaniu Waking the Dead lider L.A. Guns, Tracii Guns, opuszcza zespół i wraz z Nikki Sixx'em z Mötley Crüe zakłada Brides of Destruction. Pomimo to Phil Lewis i Steve Riley decydują się zostać w L.A. Guns i wydają Rips the Covers Off (2004) oraz Tales from the Strip (2005). W 2005 roku Brides of Destruction kończy swoją działalność, a Tracii Guns nie mogąc dojść do porozumienia z resztą L.A. Guns tworzy drugi zespół o tej samej nazwie.

## Muzycy

### Obecny skład zespołu
- Tracii Guns – gitara prowadząca (1983–1984, 1985–2002, od 2016)
- Phil Lewis – wokal prowadzący (1987–1995, od 1999)
- Michael Grant – gitara prowadząca, wokal wspierający (od 2013)
- Johnny Martin – gitara basowa (od 2016)
- Shane Fitzgibbon – perkusja (od 2016)

### Byli członkowie zespołu
| - Steve Riley – perkusja, wokal wspierający (1987–1992, 1994–2016) - Kenny Kweens – gitara basowa, wokal wspierający (2009–2011, 2014–2016) - Ole Beich – gitara basowa (1983–1984) - Rob Gardner – perkusja (1983–1984) - Michael Jagosz – wokal prowadzący (1983–1984, 1984) - Axl Rose – wokal prowadzący (1984) - Mick Cripps – gitara basowa, gitara rytmiczna (1985–1995, 1999–2000, 2000–2001) - Nickey "Beat" Alexander – perkusja (1985–1987) - Paul Black – wokal prowadzący (1985–1987) - Robert Stoddard – gitara rytmiczna (1985–1987) - Mattie B – gitara basowa (1987) - Kelly Nickels – gitara basowa (1987–1995, 1999–2000) - Michael "Bones" Gershima – perkusja (1992–1994) - Johnny Crypt – gitara rytmiczna (1995–1999) - Chris Van Dahl – wokal prowadzący (1995–1997) |  | - Ralph Saenz – wokal prowadzący (1997–1998) - Joe Leste – wokal prowadzący (1998) - Jizzy Pearl – wokal prowadzący (1998–1999) - Stefan Adika – gitara basowa (1999) - Chuck Gerric – gitara basowa (1999) - Muddy – gitara basowa (2000–2001) - Brent Muscat – gitara rytmiczna, gitara prowadząca (2000, 2002–2003) - Adam Hamilton – gitara basowa (2001–2007) - Keff Ratcliffe – gitara rytmiczna (2002) - Chris Holmes – gitara prowadząca (2002) - Keri Kelli – gitara prowadząca, gitara rytmiczna (2002–2003) - Charlie Poulson – gitara prowadząca (2003–2004) - Stacey Blades – gitara prowadząca (2004–2012) - Scott Griffin – gitara basowa (2007–2009, 2011–2014) - Frank Wilsey – gitara prowadząca (2012–2013) |

## Dyskografia
Albumy studyjne:
| L.A. Guns                   | - Data: 4 stycznia 1988 - Wydawca: Vertigo                | 50 | 88 | 73 | 67  | — | - USA: złota płyta |
| Cocked & Loaded             | - Data: 22 sierpnia 1989 - Wydawca: Vertigo               | 38 | —  | 45 | 23  | — | - USA: złota płyta |
| Hollywood Vampires          | - Data: 25 czerwca 1991 - Wydawca: Polydor                | 42 | —  | 36 | 20  | — |                    |
| Vicious Circle              | - Data: 4 października 1994 - Wydawca: Polydor            | —  | —  | —  | 58  | — |                    |
| American Hardcore           | - Data: 29 października 1996 - Wydawca: CMC International | —  | —  | —  | —   | — |                    |
| Shrinking Violet            | - Data: 1 czerwca 1999 - Wydawca: Perris                  | —  | —  | —  | —   | — |                    |
| Man in the Moon             | - Data: 24 kwietnia 2001 - Wydawca: Spitfire              | —  | —  | —  | —   | — |                    |
| Waking the Dead             | - Data: 20 sierpnia 2002 - Wydawca: Spitfire              | —  | —  | —  | —   | — |                    |
| Tales from the Strip        | - Data: 16 sierpnia 2005 - Wydawca: Shrapnel              | —  | —  | —  | —   | — |                    |
| Hollywood Forever           | - Data: 5 czerwca 2012 - Wydawca: Deadline                | —  | —  | —  | —   | — |                    |
| The Missing Peace           | - Data: 13 października 2017 - Wydawca: Frontiers         | —  | —  | —  | 114 | — |                    |
| The Devil You Know          | - Data: 29 marca 2019 - Wydawca: Frontiers                | —  | —  | —  | 179 | — |                    |
| "—" album nie był notowany. |                                                           |    |    |    |     |   |                    |

Nagrania koncertowe:
- Live! Vampires (1992)
- Live: A Night on the Strip (2000)
- Loud and Dangerous: Live from Hollywood (2006)

EP-ki:
- Collector's Edition No.1 (1985)
- Cuts (1992)
- Wasted (1998)